# クロウエア
クロウエアは、ミカン科クロウエア属の常緑小低木。原産地はオーストラリア東南部。
属名は、園芸家James Croweによって付けられた。
花が5弁に開く姿が星形に見えることと、原産地が南半球オーストラリアということから、南半球を代表する星座である南十字座にちなみサザンクロスの名前で流通している。ただし、日本国外（クロウエアの原産国であるオーストラリアを含む）でサザンクロスと呼ばれている植物はセリ科の別の植物Xanthosia rotundifoliaのことであり、クロウエアをサザンクロスと呼ぶのは日本国内でしか通じない。
いくつかの種があるがここでは日本で見かける種についてふれる。

## エクラタ種
エクラタ種 (Crowea exalata)は、樹高が70～100cmで、2cmほどの5弁の花が咲く。花の基部中央がドーム状に盛り上がっている。
基本的には春と秋に咲き、暑すぎる夏や寒すぎる冬は休眠する。ただし、四季咲き性があり年間を通じて咲くことがある。
葉は互生する。花色は白、薄桃、ピンクなどがある。
特に近年では大手種苗メーカーなどから、斑入りの品種や、より耐寒性に優れた品種などが排出されていて、園芸面での見ごたえや国内での育てやすさを重視した改良品種も多くみられる。

## サリグナ種
サリグナ種 (Crowea saligna)はやや葉が大きい。花はエクラタ種に似ている。秋から冬にかけて咲く。こちらも花色は白～ピンク。
元々の耐寒性がエクラタ種より若干優れる面がある。花が秋にしか咲かないことから敬遠されがちだが、冷涼地や高地では、むしろこちらの方が重宝する面もある。